# Pelomys hopkinsi
Pelomys hopkinsi là một loài động vật có vú trong họ Chuột, bộ Gặm nhấm. Loài này được Hayman mô tả năm 1955.